# Torödsmossens naturreservat
Torödsmossens naturreservat är ett naturreservat i Tanums kommun i Västra Götalands län.
Området är naturskyddat sedan 2012 och är 69 hektar stort. Reservatet omfattar mossen och dess rikkärrmed omgivande våtmark och gransumpskog och tallskog.